# Mesila Doda
Mesila Doda, née le 6 février 1971 à Kukës, est une femme politique albanaise.

## Biographie
Elle étudie l'économie à l'université de Tirana (1986-1991) et la philosophie à l'Université pontificale urbanienne à Rome (1991-1995, 1998-1999, 2006-2008). En 1991, pendant les évènements qui mènent à la chute du régime communiste, elle fait partie des premiers membres du Parti démocrate d'Albanie. En 2001, elle est élue pour ce parti à l'Assemblée d'Albanie, où elle siège jusqu'en septembre 2017.
Elle défend des positions conservatrices, notamment en s'opposant aux droits des homosexuels. Elle est considérée comme l'un des «principaux opposants au mariage homosexuel au Parlement» par les militants LGBT.
En septembre 2015, elle quitte le Parti démocrate et, en mars 2016, elle se joint au Parti pour la Justice, l'Intégration et l'Unité (Partia për Drejtësi, Integrim dhe Unitet), un parti nationaliste.
Battue lors des élections de 2017, elle dénonce une fraude électorale, mais le recomptage des voix ne change pas le résultat du vote.